# Schabs

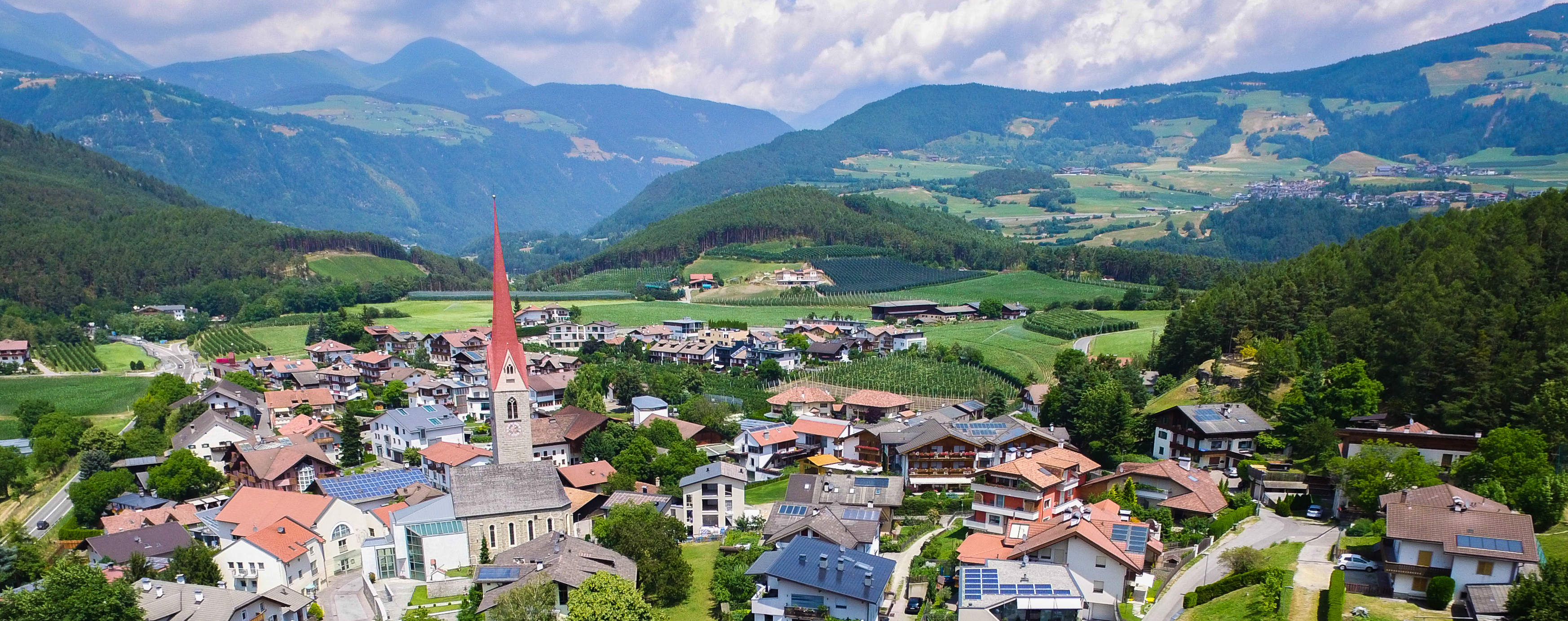
Ansicht von Schabs

Schabs (italienisch Sciaves) ist ein Dorf in Südtirol und eine Fraktion der Gemeinde Natz-Schabs. Schabs ist neben Natz einer der zwei Hauptorte der Gemeinde und Sitz des Rathauses. Das Dorf liegt auf etwa 770 m Höhe auf einem kleinen von Eisack und Rienz umgrenzten Plateau im Eisacktal wenige Kilometer nördlich von Brixen. In unmittelbarer Nachbarschaft befinden sich die Dörfer Aicha im Nordwesten, Viums im Südosten und Mühlbach im Nordosten.

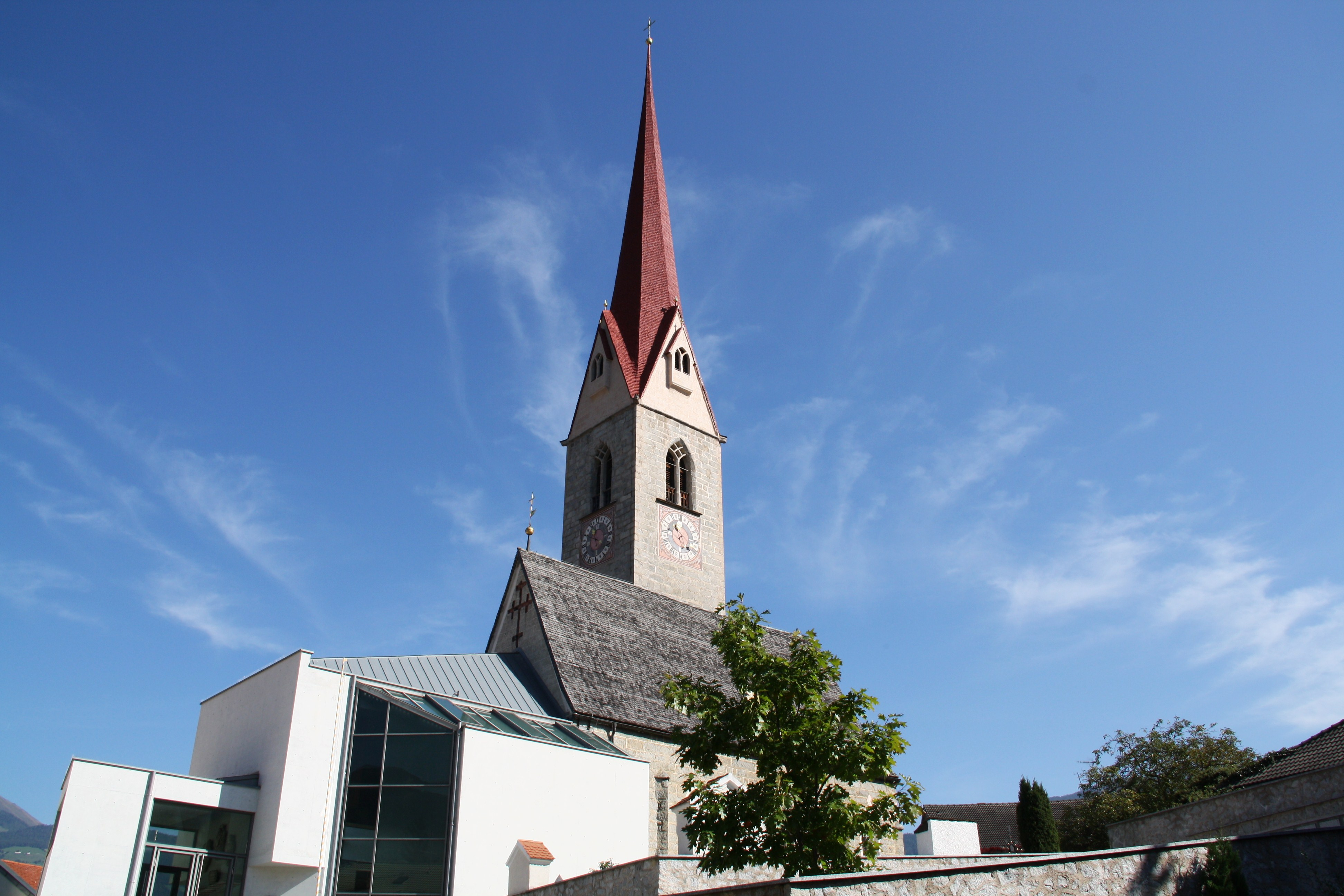
Pfarrkirche St. Margareth in Schabs

Schabs besteht im Wesentlichen aus drei Ortsteilen: Schabs Dorf, Raut und Förche.

## Geschichte
Die Herkunft des alten Namens Scouves (im Jahre 827) ist noch ungeklärt. Es könnte Traubenkamm (Stiel der Weintraube) bedeuten und die Nordgrenze des Tiroler Weinbaugebietes kennzeichnen. In der älteren Zeit wurde als Ortsangabe nicht in Schabs, sondern am, auf dem oder ab dem Schabs verwendet. Schabs bildete eine Malgrei des Gerichtes Rodenegg. Der Vertrauensmann der Malgrei (des Dorfes) gegenüber dem Gericht wurde Anwalt genannt. Das Augustinerchorherrenstift Neustift gehörte zu den größeren Grundherren der Ortslage.
Am 26. Juli 1897 kam es zu einem verheerenden Dorfbrand. Nach einem Blitzschlag beim Kellerhof breitete sich das Feuer äußerst rasch auf die eng zusammengebauten, benachbarten Häuser aus. Nur wenige Häuser und die Kirche blieben verschont, 99 Dorfbewohner, davon 65 Kinder, wurden obdachlos. Als Reaktion auf die Brandkatastrophe wurden die Dorfstraße verbreitert, die Häuser nicht mehr so eng nebeneinander gebaut und 1899 die Freiwillige Feuerwehr von Schabs gegründet.
1929 wurde das bis dato eigenständige Schabs mit Natz zur Gemeinde Natz-Schabs zusammengeschlossen.

## Pfarrkirche zur hl. Margareth
Die heutige Pfarrkirche in Schabs ist im spätgotischen Stil erbaut; sie wurde um 1281 geweiht, urkundlich erwähnt wurde die Kirche aber erst 1330. Der heutige Bau wurde als Kapelle im Jahr 1454 von der Brixner Bauhütte fertiggestellt und 1455 als Schabs sub liminibus parochialis ecclesie de Netz von Kardinal Nikolaus Cusanus, Bischof von Brixen, geweiht. Das Innere der Kirche wurde Ende des 18. Jahrhunderts barockisiert und 2003 wegen Platzmangel erweitert. Die Deckengemälde in der Kirche zeigen das Martyrium der hl. Margaretha und der hl. Katharina von Johann Mitterwurzer um 1787; in der Seitenkapelle das Marienleben (Bez. Ägid Schor 1687). Sehenswert sind das viereckige Portal mit den drei Marmorkartuschen, das Rundbild in der Seitenkapelle und der ungewöhnlich hohe und schlanke Kirchturm (72 m).

## Bildung
In Schabs gibt es eine Grundschule für die deutsche Sprachgruppe.

## Vereinsleben
Schabs ist geprägt von einer regen Vereinstätigkeit. Zu den Vereinen von Schabs zählen:
- Freiwillige Feuerwehr Schabs[3]
- Musikkapelle Schabs[4]
- Schützenkompanie "Peter Kemenater" Schabs[5]
- Amateursportverein Schabs
- Heimatbühne Schabs
- Katholische Frauenbewegung Schabs
- Frauenrunde Schabs
- Katholische Frauenbewegung Schabs
- Kirchenchor Schabs
- Seniorenclub Schabs

## Peter Kemenater

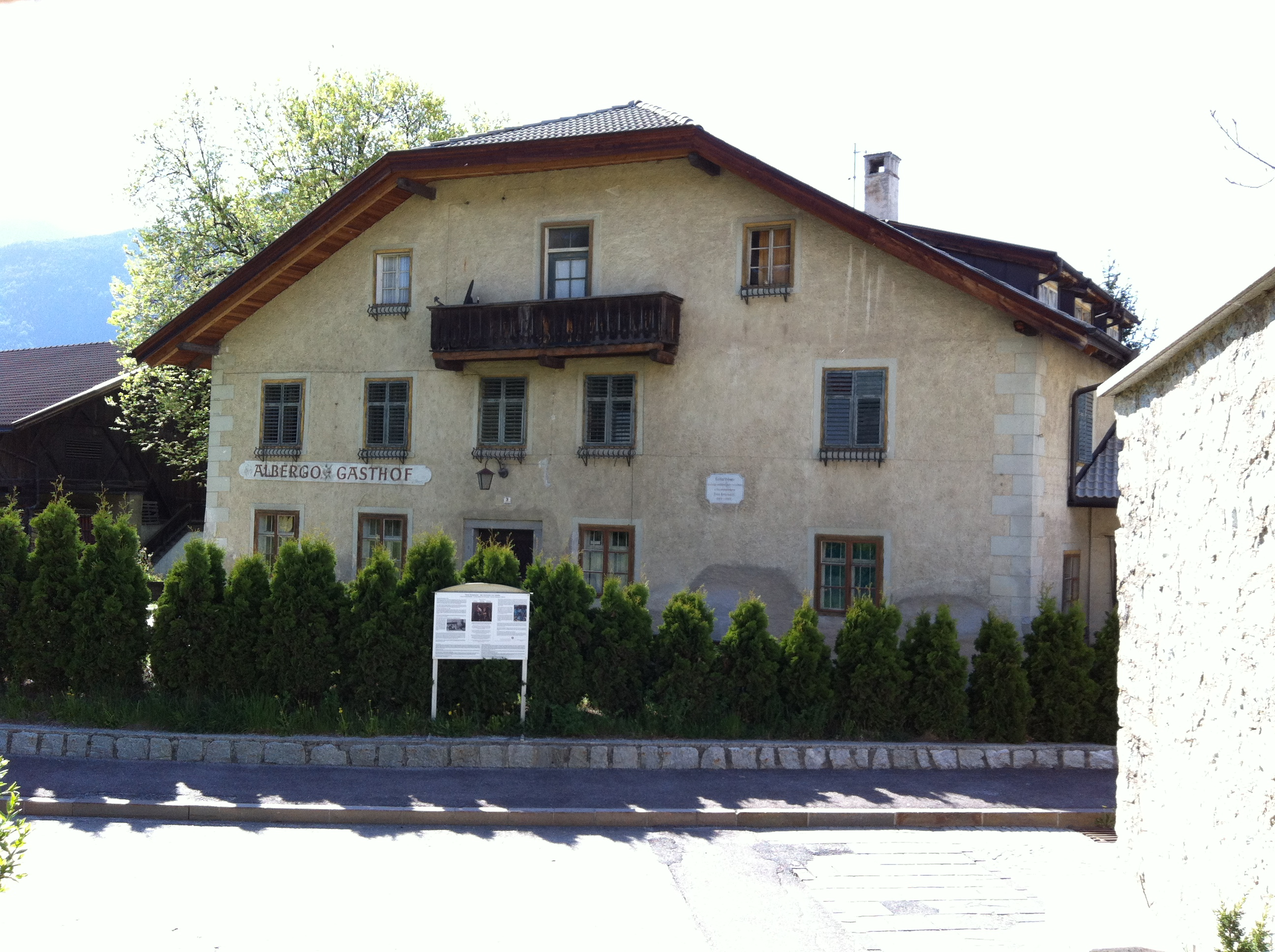
Geburtshaus Peter Kemenaters

Peter Kemenater (1783–1829), der „Sternwirt“, war ein Tiroler Freiheitskämpfer an der Seite von Andreas Hofer, der mit den Tirolern um 1800 gegen die Bayern und Franzosen kämpften. Hinterblieben ist heute noch sein Geburtshaus, welches sich nahe der Kirche befindet.